# Dammsjön (Norrbärke socken, Dalarna, 667783-148508)
Dammsjön är en sjö i Smedjebackens kommun i Dalarna och ingår i Norrströms huvudavrinningsområde. Sjön har en area på 0,117 kvadratkilometer och ligger 140,3 meter över havet.

## Delavrinningsområde
Dammsjön ingår i det delavrinningsområde (667422-148392) som SMHI kallar för Utloppet av Gäsen. Medelhöjden är 192 meter över havet och ytan är 45,95 kvadratkilometer. Räknas de 5 avrinningsområdena uppströms in blir den ackumulerade arean 104,96 kvadratkilometer. Stimmerboån som avvattnar avrinningsområdet har biflödesordning 4, vilket innebär att vattnet flödar genom totalt 4 vattendrag innan det når havet efter 242 kilometer. Avrinningsområdet består mestadels av skog (79 procent). Avrinningsområdet har 3,17 kvadratkilometer vattenytor vilket ger det en sjöprocent på 6,9 procent.